# Alcara li Fusi
Alcara li Fusi ist eine Gemeinde in der Metropolitanstadt Messina in der Region Sizilien in Italien mit 1654 Einwohnern (Stand 31. Dezember 2023).

## Lage und Daten
Alcara li Fusi liegt 132 km westlich von Messina im nördlichen Teil des Monti Nebrodi. Die Einwohner arbeiten hauptsächlich in der Landwirtschaft (Anbau von Zitrusfrüchten, Oliven und Getreide) und in der Schafzucht. 
Die Nachbargemeinden sind Cesarò, Longi, Militello Rosmarino, San Fratello und San Marco d’Alunzio.

## Geschichte
Der Ort wurde von den Arabern gegründet. Im Jahre 1090 wurde der Ort von Graf Ruggero der Diözese Messina geschenkt.

## Sehenswürdigkeiten
- Pfarrkirche aus dem 16. Jahrhundert
- Kirche San Pantaleone
- Burg Turio, Ruine eines Turms aus dem 11. Jahrhundert